# متلألئة صفراء
متلألئة صفراء (الاسم العلمي:Luzula lutea) هي نوع من النباتات تتبع جنس المتلألئة من الفصيلة الأسلية.